# Rowland Hill
Sir Rowland Hill (3. prosince 1795 – 27. srpna 1879) byl anglický pedagog, vynálezce a sociální reformátor. Zasazoval se o komplexní reformu poštovního systému založenou na konceptu Uniform Penny Post (pošta za penny) a předplaceném poštovném, které by umožnilo bezpečný, rychlý a levný transport dopisů. Hill později sloužil jako vládní poštovní manažer a obvykle se mu připisuje vznik základních konceptů moderní poštovní služby včetně vynálezu poštovní známky.
Hill tvrdil, že pokud by posílání dopisů bylo levnější, lidé, včetně chudších vrstev, by jich poslali více, takže nakonec by zisk vzrostl. V roce 1840, prvním roce Penny Post, kdy vytvořil lepicí známku, která označovala předplacení poštovného – první byla Penny Black – se počet dopisů ve Velké Británii více než zdvojnásobil. Během dalších 10 let se opět zdvojnásobil. Během tří let byly poštovní známky zavedeny ve Švýcarsku a Brazílii, o něco později v USA a do roku 1860 byly používány v 90 zemích.